# Hollywood (Jay-Z)
Hollywood è un brano musicale del rapper statunitense Jay-Z, pubblicato come singolo estratto dal suo nono album in studio Kingdom Come.
Al brano, composto da Jay-Z e Ne-Yo, partecipa Beyoncé.

## Tracce
CD Single
1. Hollywood (radio edit)
2. Hollywood (main version)
3. Hollywood (strumentale)

## Versione di Beyoncé
nel 2007 Beyoncé ha proposto una versione da solista inserita nell'edizione deluxe dell'album B'Day.